# Buddleja chenopodiifolia
Buddleja chenopodiifolia är en flenörtsväxtart som beskrevs av Friedrich Wilhelm Ludwig Kraenzlin. 
Buddleja chenopodiifolia ingår i släktet buddlejor och familjen flenörtsväxter. Inga underarter finns listade i Catalogue of Life.